# مامه بیرام دیوف
مامه بیرام دیوف (فرانسوی: Mame Biram Diouf‎؛ زادهٔ ۱۶ دسامبر ۱۹۸۷) بازیکن فوتبال اهل سنگال است که در پست مهاجم بازی می‌کند.
از باشگاه‌هایی که در آن سابقه حضور دارد می‌توان به باشگاه فوتبال هانوفر اشاره کرد.